# Tony Fadell
Anthony Michael Fadell (Grosse Pointe Farms, 22 marzo 1969) è un ingegnere statunitense.
Direttore generale dei progetti iPod, iSight & Special Projects Group per Apple Inc. Tony Fadell è un libanese americano ingegnere informatico.
Fadell si laurea all'University of Michigan con una tesi sull'ingegneria del software nel 1991.  Ha lavorato per General Magic per tre anni, a partire dal 1992. Ha lavorato nel settore dell'ingegneria diagnostica e nelle architetture dei sistemi hardware. È responsabile di molte tecnologie come MagicLink della Sony, e Envoy della Motorola. Nel 1995 ha lavorato per Philips come Ingegnere capo e Responsabile delle innovazioni tecnologiche nel settore dei dispositivi portatiili. Durante il suo lavoro ha sviluppato molti dispositivi mobili basati su Windows CE.
Ha iniziato a lavorare in Apple nel febbraio del 2001, come un progettista a contratto per il progetto iPod e i relativi piani di sviluppo riguardanti la strategia nel settore musicale dell'Apple. Nell'aprile 2001 è stato assunto per creare e dirigere il gruppo iPod & Special Projects. Questo gruppo si è occupato di progettare e realizzare l'iPod e l'iSight